# Platyrrhinus umbratus
Platyrrhinus umbratus är en fladdermusart som först beskrevs av Lyon 1902.  Platyrrhinus umbratus ingår i släktet Platyrrhinus och familjen bladnäsor. IUCN kategoriserar arten globalt som otillräckligt studerad. Inga underarter finns listade i Catalogue of Life. Wilson & Reeder (2005) skiljer mellan tre underarter.
Arten förekommer med tre från varandra skilda populationer i norra Venezuela och norra Colombia. Det är inte känt vilket habitat Platyrrhinus umbratus föredrar.